# Área Administrativa de Ruweng
El área administrativa de Ruweng es un zona administrativa en Sudán del Sur. El área fue conocida como estado de Ruweng entre el 2 de octubre de 2015 y el 22 de febrero de 2020, cuando tenía estatus de estado de Sudán del Sur.

## Historia
El 1 de octubre de 2015, el presidente Salva Kiir emitió un decreto estableciendo 32 estados en lugar de los 10 estados establecidos constitucionalmente. El decreto estableció los nuevos estados en gran parte a lo largo de líneas étnicas. Varios partidos de oposición y grupos de la sociedad civil impugnaron la constitucionalidad del decreto. Más tarde, Kiir resolvió llevarlo al parlamento para su aprobación como enmienda constitucional. En noviembre, el parlamento de Sudán del Sur autorizó al presidente Kiir a crear los nuevos estados. Mayol Kur Akuei fue nombrado gobernador en 2015.
El 1 de octubre de 2015, el presidente Salva Kiir emitió un decreto por el que se establecían 32 estados en lugar de los 10 establecidos constitucionalmente.[5] El decreto estableció los nuevos estados en gran medida según criterios étnicos. Varios partidos de oposición y grupos de la sociedad civil cuestionaron la constitucionalidad del decreto. Más tarde, Kiir resolvió llevarlo al parlamento para su aprobación como enmienda constitucional.[6] En noviembre, el parlamento de Sudán del Sur autorizó al presidente Kiir a crear nuevos estados.[7] Mayol Kur Akuei fue nombrado gobernador en 2015

## Administradores principales
El 16 de junio de 2022, el presidente Salva Kiir nombró un nuevo administrador principal.
El 8 de junio de 2021, el presidente Salva Kiir nombró un nuevo administrador principal.

## Geografía
El Área Administrativa de Ruweng se encuentra en la parte norte de Sudán del Sur y su sede se encuentra en Pariang. Limita con el antiguo estado de Fashoda al este y el estado de Fangak al sureste, el estado del norte de Liech al sur, el estado de Twic al suroeste, Abyei al oeste y Sudán al norte.

## Economía
Es la región con mayor producción de petróleo de Sudán del Sur, ya que allí se genera alrededor del 80% del petróleo del país, principalmente en los campos petrolíferos de Unity/Darbim (en la parte sur), Heglig/Panthou (al noroeste), Tomasouth/Kaloj (en la zona occidental) y Toor/Athony. Otros campos petrolíferos son los de Labob/Miading y Munga/Wanhe Danluel y Maan Awal.
Ruweng es rico en recursos animales y pesqueros, y también alberga dos lagos: el lago Jau (en la parte norte) y el  lago No (en la parte sur), donde termina el río el-Ghazal y se une al Nilo Blanco.

## Demografía
Ruweng está habitado por los ruweng. Los ruweng una de las tres ramas en las que se subdividen los padang, juntamente con los jok y los lual yak. Hablan una variante de la lengua dinka, que pertenece a la familia nilótica.

## Divisiones administrativas
La región se subdivide en dos condados: Panriang y Abiemnom.